# Martensville
Martensville är en ort i Kanada.   Den ligger i provinsen Saskatchewan, i den centrala delen av landet, 2 400 km väster om huvudstaden Ottawa. Martensville ligger 513 meter över havet och antalet invånare är 4 078.
Terrängen runt Martensville är mycket platt. Runt Martensville är det ganska glesbefolkat, med 26 invånare per kvadratkilometer.. Närmaste större samhälle är Saskatoon, 18,6 km söder om Martensville.
Trakten runt Martensville består till största delen av jordbruksmark.